# Love, Lust, Faith and Dreams
Love, Lust, Faith and Dreams è il quarto album in studio del gruppo musicale statunitense Thirty Seconds to Mars, pubblicato il 17 maggio 2013 dalla Virgin Records.
Scritto e registrato in diversi paesi del mondo dall'Europa all'India, fino allo studio di registrazione del gruppo in California, Love, Lust, Faith and Dreams è stato prodotto da Jared Leto con Steve Lillywhite, che già in precedenza collaborò per la produzione di This Is War.

## Registrazione

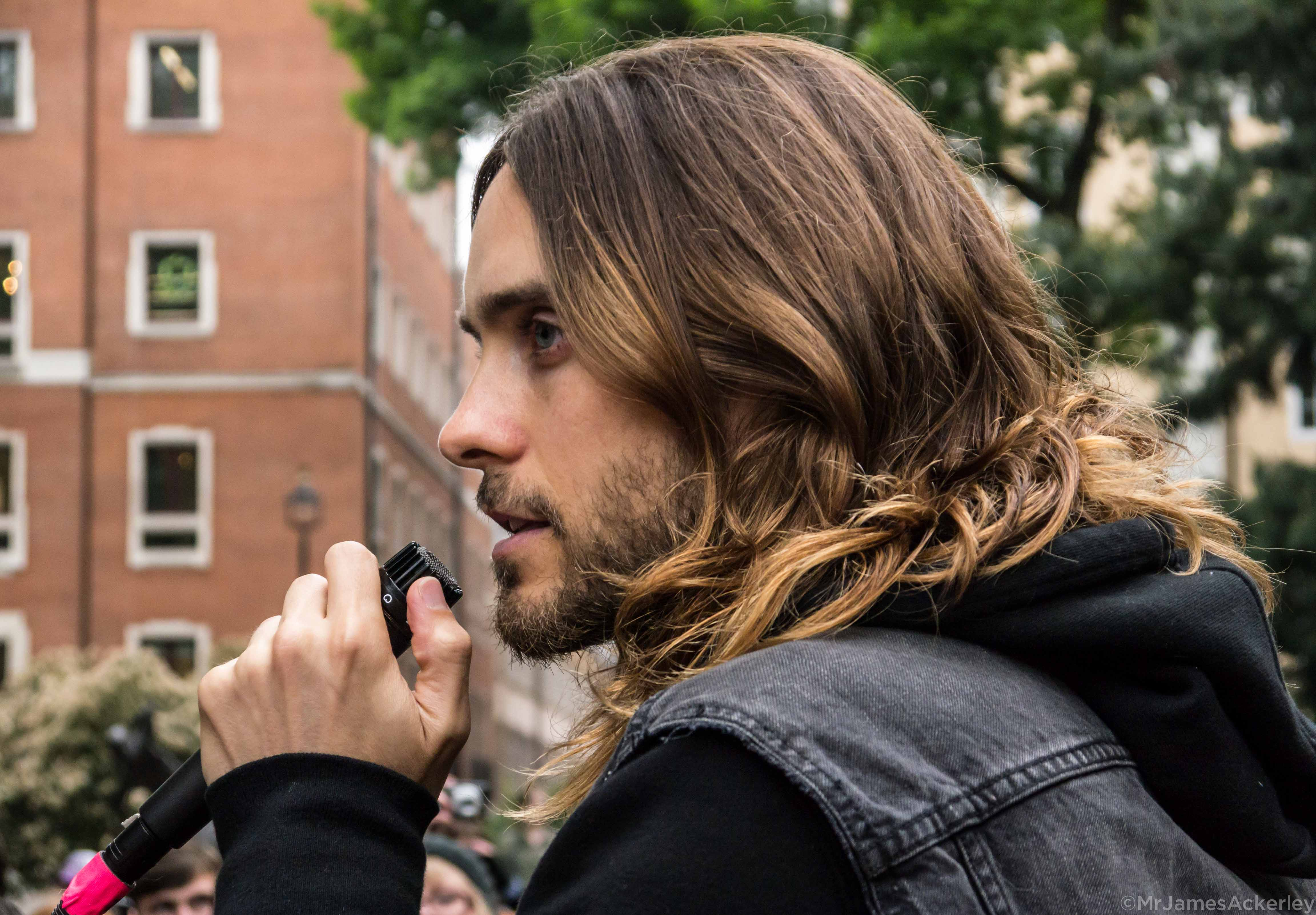
Jared Leto nel maggio 2013

I Thirty Seconds to Mars iniziarono a lavorare sul loro quarto album in studio al termine del tour in supporto all'album This Is War. Jared Leto cominciò a comporre materiale per il disco nel dicembre del 2011 e affermò di aver scritto oltre 50 brani. Inoltre, si tratta del primo album del gruppo a riportare il logo della Parental Advisory per testi espliciti, nonostante in alcune copie il marchio non sia presente.

## Pubblicazione
L'album è stato pubblicato il 17 maggio 2013 nella maggior parte dei Paesi dell'Europa e il 21 maggio in Nord America.
Love, Lust, Faith and Dreams è stato anticipato dal singolo Up in the Air, entrato in rotazione radiofonica il 19 marzo. A seguito di una collaborazione con la NASA, la prima copia di Up in the Air è stata spedita nello spazio a bordo della missione cargo SpaceX. Il 18 marzo il brano è stato trasmesso in anteprima sulla Stazione spaziale internazionale a 230 miglia di distanza dalla Terra.
Il 2 maggio 2013 è stato invece pubblicato il lyric video per un altro brano dell'album, Conquistador, mentre il 14 maggio è stato pubblicato quello di The Race. Il 23 maggio è stato pubblicato anche il lyric video per la traccia d'apertura Birth, seguito il 27 settembre da quello per End of All Days.
La copertina di Love, Lust, Faith and Dreams è caratterizzata dall'opera Isonicotinic Acid Ethyl Ester dell'artista inglese Damien Hirst. Un secondo lavoro di Hirst è apparso sul compact disc dell'album. La versione pubblicata su vinile invece presenta un insieme di nuvole con il logo della Triad al centro dell'immagine.
Il 9 agosto viene pubblicato come singolo promozionale City of Angels, seguito il 9 settembre da Do or Die, anch'esso pubblicato come singolo promozionale dalla Polydor Records, anticipato dal relativo videoclip il 5 agosto. Il cortometraggio realizzato per City of Angels è stato invece pubblicato su YouTube il 29 ottobre 2013. Entrambi vengono successivamente pubblicati come singoli digitali nel luglio 2014.

## Stile e tematiche
Il disco, come da titolo, è un concept album sull'amore, la lussuria, la fede e i sogni. Si caratterizza rispetto ai precedenti lavori della band per il massiccio uso dell'elettronica, della sua orchestralità e per l'originalità delle sue composizioni.
Secondo Stephen Thomas Erlewine di AllMusic, Love, Lust, Faith and Dreams rappresenta una elegante trasformazione stilistica per i Thirty Seconds to Mars, nella quale vengono accentuati i suoni elettronici presenti in This Is War, conservando influenze emo e l'amore per il rock progressivo. Emily Zemler, scrivendo per Billboard, afferma che Love, Lust, Faith and Dreams concede l'opportunità di esplorare i confini del rock ispirandosi all'elettronica in un modo che non è necessariamente innovativo ma sicuramente originale. Nella sua recensione, il critico Tim Larsen sostiene che l'album combina strumentazioni rock con elementi sinfonici e elettronici in un paesaggio sonoro futuristico che offusca i confini tra rock, prog e pop. Inoltre diversi critici hanno riscontrato sonorità riconducibili all'alternative rock, all'indie rock, e all'arena rock.

## Tracce
Testi e musiche di Jared Leto, eccetto dove indicato.
1. Birth – 2:07
2. Conquistador – 3:12
3. Up in the Air – 4:36
4. City of Angels – 5:02
5. The Race – 3:40
6. End of All Days – 4:46
7. Pyres of Varanasi – 3:12
8. Bright Lights – 4:51
9. Do or Die – 4:09
10. Convergence – 2:01 (Shannon Leto)
11. Northern Lights – 4:44
12. Depuis le début – 2:33

Traccia bonus nell'edizione giapponese
1. Night of the Hunter (Shannon Leto Remix) – 6:28

## Formazione
Di seguito sono elencati i musicisti che hanno partecipato al disco e il personale che ha collaborato alla sua realizzazione:
Gruppo
- Jared Leto – voce, chitarra elettrica e acustica, basso, sintetizzatore, programmazione
- Shannon Leto – batteria, percussioni
- Tomo Miličević – chitarra, basso, strumenti ad arco, sintetizzatore, programmazione

Altri musicisti
- Zhu Zhu – voce narrante
- Michael Joyce – programmazione aggiuntiva (traccia 1)
- Patrick Nissley – programmazione aggiuntiva (traccia 3)
- Cory Enemy – programmazione aggiuntiva (traccia 5)
- Jacob Plant – programmazione aggiuntiva (traccia 6)
- Deepak – voce (traccia 7)
- Morgan Kibby – programmazione aggiuntiva (traccia 8)

Produzione
- Jared Leto – produzione, missaggio (tracce 1, 7, 10, 11 e 12), direzione artistica, fotografia
- Steve Lillywhite – produzione (tracce 2, 3, 4 e 5), missaggio (traccia 2)
- Jamie Reed Schefman – ingegneria del suono, missaggio (tracce 1, 7, 10, 11 e 12)
- Clay Blair – ingegneria del suono (traccia 2)
- John Hanes – ingegneria del suono (tracce 3, 4 e 9)
- Șerban Ghenea – missaggio (tracce 3, 4 e 9)
- Manny Marroquin – missaggio (tracce 5 e 6)
- Chris Galland – assistenza tecnica (tracce 5 e 6)
- Delbert Bowers – assistenza tecnica (tracce 5 e 6)
- Tony Hoffer – missaggio (traccia 8)
- Cameron Lister – assistente tecnico (traccia 8)
- Howie Weinberg – mastering
- Dan Gerbarg – mastering
- Alexandra Morton – direzione artistica
- Damien Hirst – direzione artistica
- David Devlin – fotografia

## Classifiche

### Classifiche settimanali
| Classifica (2013)          | Posizione massima |
| -------------------------- | ----------------- |
| Australia                  | 4                 |
| Austria                    | 3                 |
| Belgio (Fiandre)           | 15                |
| Belgio (Vallonia)          | 12                |
| Canada                     | 6                 |
| Corea del Sud              | 39                |
| Danimarca                  | 14                |
| Finlandia                  | 13                |
| Francia                    | 16                |
| Germania                   | 3                 |
| Giappone                   | 53                |
| Grecia                     | 41                |
| Irlanda                    | 7                 |
| Italia                     | 3                 |
| Norvegia                   | 6                 |
| Nuova Zelanda              | 11                |
| Paesi Bassi                | 14                |
| Polonia                    | 5                 |
| Portogallo                 | 1                 |
| Regno Unito                | 5                 |
| Regno Unito (rock & metal) | 1                 |
| Repubblica Ceca            | 8                 |
| Spagna                     | 6                 |
| Stati Uniti                | 6                 |
| Stati Uniti (alternative)  | 3                 |
| Stati Uniti (rock)         | 3                 |
| Svezia                     | 36                |
| Svizzera                   | 5                 |
| Ungheria                   | 15                |

### Classifiche di fine anno
| Classifica (2013)         | Posizione |
| ------------------------- | --------- |
| Italia                    | 80        |
| Stati Uniti (alternative) | 71        |

## Date di pubblicazione
| Paese         | Data           | Etichetta          | Formato                           |
| ------------- | -------------- | ------------------ | --------------------------------- |
| Australia     | 17 maggio 2013 | Universal          | CD, CD+DVD, LP, download digitale |
| Germania      | 17 maggio 2013 | Capitol, Universal | CD, CD+DVD, LP, download digitale |
| Nuova Zelanda | 17 maggio 2013 | Capitol, Universal | CD, CD+DVD, LP, download digitale |
| Paesi Bassi   | 17 maggio 2013 | Capitol, Universal | CD, CD+DVD, LP, download digitale |
| Francia       | 20 maggio 2013 | Virgin, Mercury    | CD, CD+DVD, LP, download digitale |
| Italia        | 20 maggio 2013 | Capitol, Universal | CD, CD+DVD, LP, download digitale |
| Polonia       | 20 maggio 2013 | Universal          | CD, CD+DVD, LP, download digitale |
| Regno Unito   | 20 maggio 2013 | Polydor, Capitol   | CD, CD+DVD, LP, download digitale |
| Canada        | 21 maggio 2013 | Universal          | CD, CD+DVD, LP, download digitale |
| Messico       | 21 maggio 2013 | Universal          | CD, CD+DVD, LP, download digitale |
| Stati Uniti   | 21 maggio 2013 | Virgin, Universal  | CD, CD+DVD, LP, download digitale |
| Giappone      | 22 maggio 2013 | Capitol, Universal | CD, CD+DVD, LP, download digitale |
| Taiwan        | 24 maggio 2013 | Universal          | CD, CD+DVD, LP, download digitale |